# Ökrös Árpád
Ökrös Árpád erdélyi magyar elbeszélő. Marosvásárhelyen született és élt. 

## Pályafutása
Életével kapcsolatban csak annyit tudunk, hogy még a második világháború után is az Agrárbankban volt tisztviselő.
Egy emberöltő c. könyve (Marosvásárhely, 1937) egyéni műfajú várostörténet; útikalauz, benne lírai jegyzetek a szerző szülővárosának korabeli életéről. Nem törekszik teljességre, de pontos adatokat szolgáltat: a város 1854–1937 közötti történetéről, iparostársadalmáról, látványosságairól, ismertebb orvosairól, zenei életének képviselőiről.